# Suore cappuccine della Madre del Divin Pastore

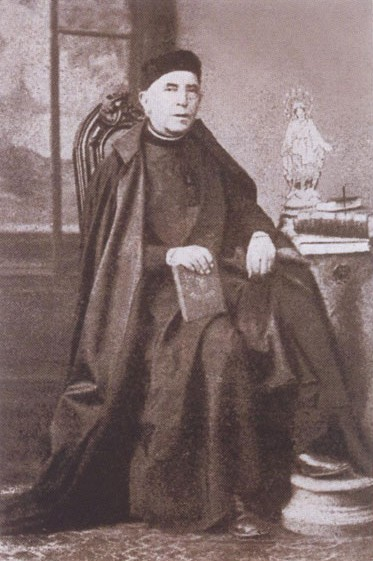
Josep Tous Soler, fondatore della congregazione

Le Suore Cappuccine della Madre del Divin Pastore (in spagnolo Hermanas Capuchinas de la Madre del Divino Pastor) sono un istituto religioso femminile di diritto pontificio: le suore di questa congregazione pospongono al loro nome la sigla C.M.D.P.

## Storia
La congregazione fu fondata a Barcellona il 27 maggio 1850 dal sacerdote cappuccino Josep Tous Soler (1811-1871) insieme con María del Remedio Palos y Casanova (1825-1907).
Da un ramo della congregazione, resosi indipendente sotto la guida di María Ana Mogas Fontcuberta, ebbe origine l'istituto delle Francescane Missionarie della Madre del Divin Pastore.
L'istituto, aggregato all'ordine dei frati minori cappuccini dal 1905, ricevette il pontificio decreto di lode nel 1888 e le sue costituzioni furono approvate dalla Santa Sede il 1º febbraio 1909.

## Attività e diffusione
Le suore seguono la regola del terz'ordine regolare di san Francesco; si dedicano all'istruzione e all'educazione cristiana della gioventù, alle opere pastorali e all'attività ospedaliera in terra di missione.
Oltre che in Spagna, sono presenti in Colombia, Costa Rica, Cuba, Guatemala, Nicaragua; la sede generalizia è a Barcellona.
Alla fine del 2008 la congregazione contava 144 religiose in 25 case.